# Wybory parlamentarne w Nigrze w 2009 roku
Wybory parlamentarne w Nigrze w 2009 roku – wybory do Zgromadzenia Narodowego Nigru, przeprowadzone 20 października 2009. Pierwotnie przewidziane na listopad 2009, zostały przesunięte na wcześniejszy termin po rozwiązaniu przez prezydenta parlamentu w czasie kryzysu politycznego i organizacji referendum konstytucyjnego.
Wybory zostały zbojkotowane przez opozycję i odbyły się mimo międzynarodowych apeli o przesunięcie ich terminu i podjęcia dialogu z opozycją. Zwycięstwo odniosła rządząca partia prezydencka MNSD-Nassara, która zdobyła większość miejsc w parlamencie.

## Organizacja wyborów
15 maja 2009 Niezależna Narodowa Komisja Wyborcza wyznaczyła datę wyborów parlamentarnych na 28 listopada 2009, w czasie między dwiema turami wyborów prezydenckich, które miały się odbyć 14 listopada i 6 grudnia 2009.
Plany organizacji wyborów skomplikował kryzys polityczny jaki, wybuchł w Nigrze w maju 2009, kiedy prezydent Tandja Mamadou ogłosił plan przeprowadzenia referendum wydłużającego jego rządu i znoszącego limit kadencji dla głowy państwa. Jego plany zostały odrzucone przez opozycję, parlament i Sąd Konstytucyjny. W obliczu krytyki, prezydent 26 maja 2009 rozwiązał Zgromadzenie Narodowe, co spowodowało konieczność organizacji wcześniejszych wyborów parlamentarnych.
19 czerwca 2009 komisja wyborcza wyznaczyła  datę wcześniejszych wyborów na 20 sierpnia i zakazała organizacji referendum do tego czasu. Początkowo prezydent Tandja ogłosił, że uszanuje postanowienia Sądu Konstytucyjnego oraz komisji wyborczej i zawiesi plany zmiany konstytucji do czasu wyborów parlamentarnych. Jednakże później rozwiązał rząd i Sąd Konstytucyjny, przejmując bezpośrednie rządy w kraju.
20 sierpnia 2009, już po wprowadzeniu w życie poprawek do konstytucji przyjętych w referendum, prezydent Tandja wyznaczył nową datę wyborów parlamentarnych na 20 października 2009.

## Kampania wyborcza i głosowanie
26 września 2009 partie opozycyjne zapowiedziały bojkot wyborów. 28 sierpnia rozpoczęła się kampania wyborcza, która trwała do 18 października. Prezydent Tandja Mamadou zaapelował do mieszkańców o udział w wyborach. Skupiająca główne partie opozycyjne, organizacje broniące praw człowieka i związki zawodowe, Koordynacja Sił Demokratycznych Republiki (FRDC), ogłosiła, że nie poprze żadnych wyborów zorganizowanych na podstawie przepisów zmienionej konstytucji. Do udziału w wyborach zgłosiło się około 20 partii politycznych, w tym prezydencki Ruch Narodowy na rzecz Rozwijającego się Społeczeństwa-Nassara (MNSD-Nassara, Mouvement National pour une Société de Développement–Nassara) oraz szereg partii popierających politykę prezydenta Tandji. Rywalizowały one o 113 mandatów w parlamencie.
17 października 2009, w czasie specjalnego szczytu w Abudży poświęconego sytuacji w Nigrze i sytuacji w Gwinei, państwa ECOWAS zakazały prezydentowi Tandji startu w przyszłych wyborach oraz wezwały go do odłożenia terminu wyborów parlamentarnych w celu podjęcia dialogu z opozycją. 18 października w tym celu do Nigru udała się delegacja ECOWAS na czele z prezydent Liberii Ellen Johnson-Sirleaf. Wskutek odmowy prezydenta Tandji, 20 października 2009 ECOWAS zawiesiła Niger w członkostwie i wezwała Unię Afrykańską do nałożenia na ten kraj sankcji. 19 października 2009 odroczenia wyborów zażądała również Unia Europejska, która oznajmiła, że wybory w obecnych okolicznościach mogą zaszkodzić pokojowi, stabilności i bezpieczeństwu w regionie. Ostrzegła, że przeprowadzenie wyborów w dniu 20 października 2009 będzie miało negatywny wpływ na stosunki UE z Nigrem.
Wybory parlamentarne, pomimo apeli międzynarodowych, odbyły się 20 października 2009. Do głosowania uprawnionych było ok. 6 mln obywateli, którzy wybierali 113 deputowanych. Opozycja, zgodnie z zapowiedziami, zbojkotowała głosowanie. Oskarżyła prezydenta o przejmowanie dożywotniej władzy i stwarzanie pozorów demokracji. Prezydent Tandja, tuż po oddaniu głosu, wyraził nadzieję, że "dzień ten będzie dobrym dniem dla Nigru, głosowanie przebiegnie gładko, a wybrani deputowani będą patriotami".

## Wyniki wyborów
Wybory, zbojkotowane przez główne partie opozycyjne, zostały wygrane przez prezydencką partię MNSD-Nassara, która zdobyła 76 spośród 113 miejsc w parlamencie. Pozostałe mandaty przypadły głównie dwóm partiom związanym z obozem rządzącym (RSD-Gaskiya, RDP-Jama'a). Po raz pierwszy do parlamentu dostali także kandydaci niezależni.
| Partia polityczna | Partia polityczna | Liczba głosów      | %    | +/– | Liczba mandatów | +/– |
| ----------------- | --- | ------------------ | ---- | --- | --------------- | --- |
|                   | Ruch Narodowy na rzecz Rozwijającego się Społeczeństwa–Nassara (MNSD-Nassara, Mouvement National pour une Société de Développement–Nassara) |                    |      |     | 76              | +29 |
|                   | Zgromadzenie Socjaldemokratyczne-Gaskiya (RSD-Gaskiya, Rassemblement social démocratique-Gaskiya)                                           |                    |      |     | 15              | +8  |
|                   | Zgromadzenie na rzecz Demokracji i Rozwoju-Jama'a (RDP-Jama'a, Rassemblement pour la Démocratie et le Progrès-Jama'a)                       |                    |      |     | 7               | +1  |
|                   | Pozostałe partie |                    |      |     | 4               |     |
|                   | Kandydaci niezależni |                    |      |     | 11              | +11 |
|                   | Razem | 3 106 833 (51,27%) | 100% | -   | 113             | -   |
| Źródło:           | |                    |      |     |                 |     |